# Old Trafford
Old Trafford là một sân vận động bóng đá ở Old Trafford, Trafford, Đại Manchester, Vương quốc Anh. Đây là sân nhà của câu lạc bộ bóng đá Manchester United. Với sức chứa 74.140 người, đây là sân vận động bóng đá thuộc sở hữu của câu lạc bộ lớn nhất (và là sân vận động bóng đá lớn thứ hai sau Sân vận động Wembley) ở Vương quốc Anh, và lớn thứ 11 ở châu Âu. Sân nằm cách Old Trafford Cricket Ground và trạm dừng xe điện gần đó khoảng 800 m.
Old Trafford có biệt danh là "Nhà hát của những giấc mơ" do huyền thoại Bobby Charlton đặt ra. Sân được khánh thành vào năm 1910 và là sân nhà của United từ năm 1910, mặc dù từ năm 1941 đến năm 1949, câu lạc bộ đã chia sẻ Maine Road với đối thủ địa phương Manchester City do hậu quả của bom đạn trong Chiến tranh thế giới thứ hai. Old Trafford đã trải qua một vài lần mở rộng trong thập niên 1990 và 2000, bao gồm cả việc bổ sung thêm các tầng phụ cho các khán đài phía Bắc, phía Tây và phía Đông, dẫn đến sức chứa gần như trở lại ban đầu là 80.000 chỗ ngồi. Công việc mở rộng trong tương lai có thể sẽ bao gồm việc bổ sung thêm tầng thứ hai cho khán đài phía Nam, nâng sức chứa lên khoảng 88.000 chỗ ngồi. Lượng khán giả đến sân kỷ lục của sân vận động được ghi nhận vào năm 1939, khi 76.962 khán giả xem trận bán kết Cúp FA giữa Wolverhampton Wanderers và Grimsby Town.
Old Trafford đã tổ chức một trận chung kết Cúp FA, hai trận chung kết đá lại và thường xuyên được sử dụng làm địa điểm trung lập cho các trận bán kết của giải đấu. Sân cũng đã tổ chức các trận đấu của đội tuyển Anh, các trận đấu tại World Cup 1966, Euro 1996 và Thế vận hội Mùa hè 2012, bao gồm cả trận đấu bóng đá nữ quốc tế lần đầu tiên trong lịch sử và trận chung kết Champions League 2003. Ngoài bóng đá, sân đã từng là địa điểm tổ chức trận chung kết Super League Grand Final hàng năm của rugby league trừ năm 2020 và trận chung kết của các kỳ Giải vô địch rugby league thế giới vào năm 2000 và 2013.

## Lịch sử

### Những năm đầu tiên

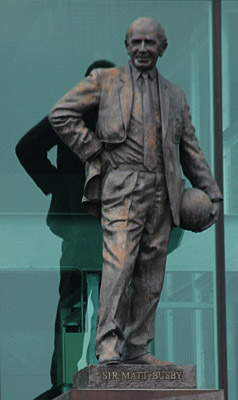
Bức tượng Sir Matt Busby nhìn từ hướng Đông sân vận động Old Trafford

Trước năm 1902, Manchester United được biết đến với cái tên Newton Heath, trong suốt khoảng thời gian thời gian này, những cầu thủ đầu tiên của câu lạc bộ đã thi đấu ở sân North Road và sau đó là sân Bank Street nằm ở Clayton. Tuy nhiên, cả hai đều có điều kiện thi đấu rất tồi tệ, sân North Road thì nằm giữa sỏi đá và đầm lầy, trong khi sân Bank Street thì bị ô nhiễm từ khói bụi của các nhà máy lân cận. Vì vậy sau khi giải cứu CLB khỏi việc phá sản vào năm 1909, chủ tịch mới của CLB ông John Henry Davies đã quyết định rằng Sân Bank Street đã không phù hợp với 1 đội bóng từng vô địch First Division và FA Cup. Do đó, ông đã tặng CLB một số tiền để xây dựng 1 sân vận động mới. Không muốn đồng tiền của mình phung phí, Davies đã tham khảo địa hình xung quanh vùng Manchester, trước khi mua một mảnh đất liền kề Bridgewater Canal, nằm ở cuối phía Bắc đường Warwick, Old Trafford.

### Lịch sử sân vận động Old Trafford
Khởi công năm 1909, Old Trafford được hoàn tất vào năm 1910, với tổng kinh phí xây dựng lên đến 60 000 bảng, trở thành ngôi nhà mới của Câu lạc bộ, thay thế cho sân vận động cũ kỹ Bank Street ở Clayton. Sân bóng được thiết kế bởi kiến trúc sư tài ba người Scotland đó là ông Archibald Leitch, cũng là người đã xây nên các cầu trường danh tiếng khác của Anh Quốc như Hampden Park, Ibrox, và White Hart Lane. Ban đầu, sân vận động được thiết kế dự toán ban đầu với sức chứa 100,000 khán giả và khán đài phía Nam có mái che, còn ba khán đài còn lại được làm như ruộng bậc thang. Tuy nhiên, do chi phí bắt đầu tăng lên, dự kiến sẽ tốn thêm 30 000 bảng so với dự toán ban đầu, theo đề nghị Nhà quản lý của câu lạc bộ JJ Bentley sức chứa của sân sẽ giảm xuống còn khoảng 80 000 khán giả. Trong bài viết về lễ khánh thành Old Trafford, một ký giả của tờ Sporting Chronicle đã cảm thán: "Đó là một cầu trường rộng rãi, diễm kiều, và phi thường bậc nhất...Một sân bóng không đối thủ trên khắp hoàn cầu, một niềm vinh dự cho thành Manchester".
Trước khi xây dựng Sân vận động Wembley vào năm 1923, những trận chung kết Cúp FA được tổ chức trên khắp nước Anh bởi một số lý do khác nhau bao gồm cả Sân vận động Old Trafford. Vào các năm 1911 và 1915, Old Trafford là địa điểm tổ chức Chung kết Cúp FA. Trận chung kết FA Cup năm 1911 lần đầu tiên giữa hai câu lạc bộ Bradford City và Newcastle United, Bradford dành chiến thắng 1-0 với bàn thắng duy nhất được ghi bởi Jimmy Speirs, đó là một trận đấu chứng kiến khoảng 58 000 người. Trận chung kết Cúp FA thứ hai diễn ra giữa hai câu lạc bộ Sheffield United và Chelsea vào năm 1915, Sheffield United thắng trận với tỷ số 3-0 trước sự chứng kiến gần 50 000 khán giả. Vào ngày 27 tháng 12 năm 1920, Sân vận động Old Trafford đạt kỷ lục số lượng khán giả đến theo dõi lớn nhất trong Chiến tranh thế giới thứ hai, đó là một trận đấu với lượng khán giả đến sân khoảng 70 504 người chứng kiến đoàn quân Quỷ đỏ thua 3-1 bởi Aston Villa nhưng đã lên ngôi vô địch mùa giải đó. Sân cũng được tổ chức trận đấu quốc tế, khi đội tuyển bóng đá Anh để thua 0-1 trước đội tuyển Scotland với lượng khán giả 49 429 người vào ngày 17 tháng 4 năm 1926.
Năm 1939, sân thu hút lượng khán giả kỷ lục là 76 962 người đến theo dõi trận Bán kết Cúp FA giữa Grimsby và Portsmouth. Trong thời kỳ đệ nhị thế chiến (1939-1945), Old Trafford bị tàn phá nặng nề bởi những cuộc oanh tạc bằng không quân của phát xít Đức, do thế mà trong suốt 3 năm sau đó từ 1946 đến 1949, United phải "đá nhờ" tại sân Maine Road của Câu lạc bộ cùng thành phố là Manchester City. Trận đấu đầu tiên của United tại Old Trafford sau khi kết thúc cuộc Chiến tranh thế giới lần thứ hai vào ngày 24 tháng 8 năm 1949 với sự góp mặt của 41 748 khán giả chứng kiến một chiến thắng 3-0 trước Bolton Wanderers.
Năm 1966, Old Trafford là một trong những sân vận động được dùng cho World Cup tổ chức tại Anh. Trận Chung kết tái đấu cúp FA năm 1970 giữa Leeds và Chelsea cũng diễn ra tại đây, Chelsea thắng trận với tỷ số 2-1. Trong thập niên 1970, Old Trafford trở thành sân bóng đầu tiên ở Anh được trang bị hàng rào quanh sân, nhằm ngăn chặn những hành vi quá khích của cổ động viên (hàng rào này về sau bị dỡ bỏ).

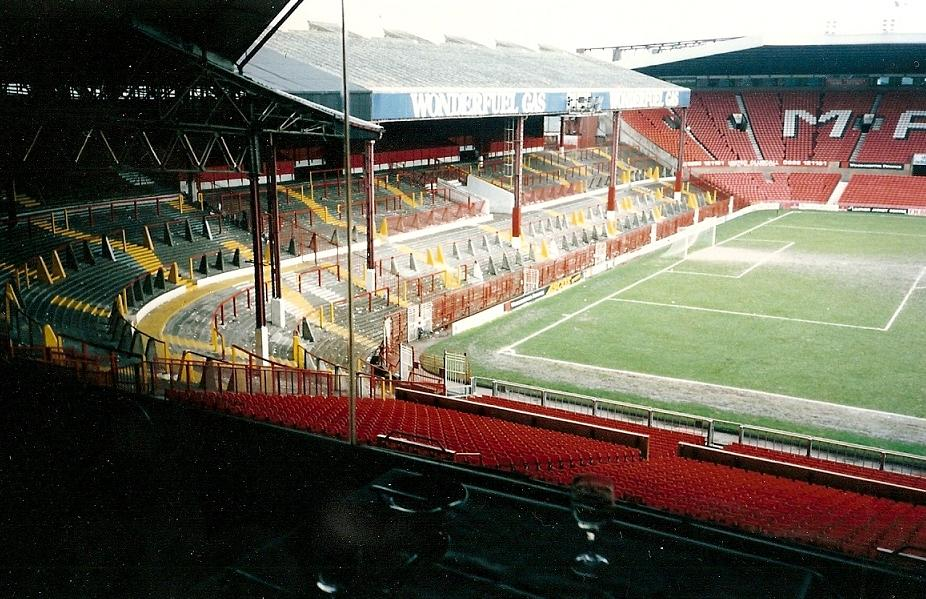
Khán đài Stretford End vào những năm 1990

Với những nỗ lực cải tiến sân vận động không ngừng kể từ sau khi chịu sự phá hoại của cuộc Chiến tranh thế giới thứ hai, sức chứa của sân liên tục giảm. Đến năm 1980, sức chứa đã giảm từ 80 000 chỗ ngồi xuống còn 60 000 chỗ ngồi. Từ năm 1990 đến năm 2003, sân vận động Old Trafford là sân có sức chứa lớn nhất nước Anh với 68 217 khán giả. Năm 2003, Sân vận động Old Trafford tổ chức trận chung kết UEFA Champions League giữa Milan và Juventus.

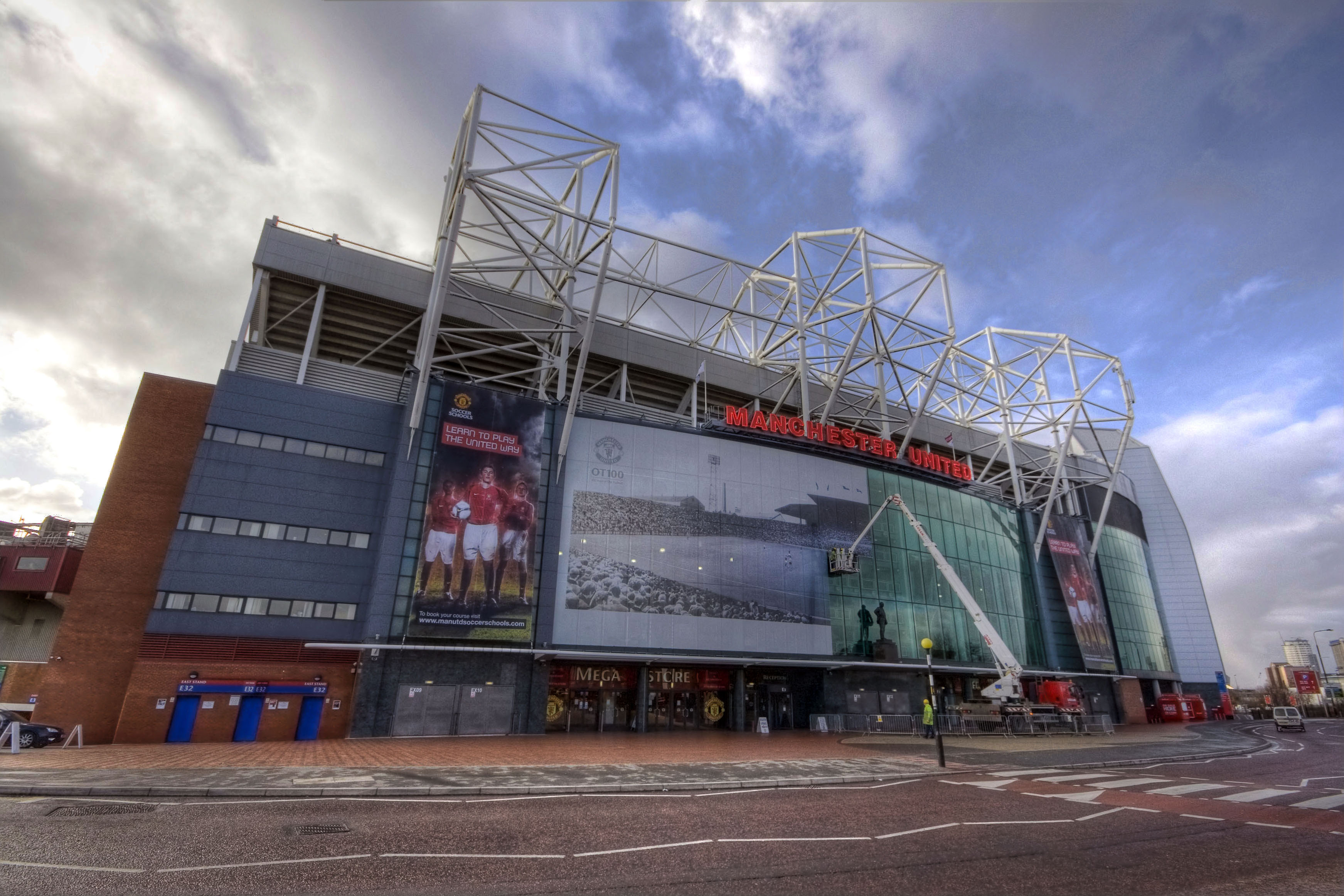
Góc khán đài phái Tây vào đầu mùa giải 2000-2001

Từ năm 2001 đến năm 2007, sau sự phá hủy của Sân vận động Wembley cũ, Đội tuyển bóng đá quốc gia Anh buộc phải chơi trên sân nhà bởi các đại điểm khác nhau. Trong thời gian đó, Đội tuyển bóng đá quốc gia Anh đã chơi từ sân Villa Park ở Birmingham đến sân St James 'Park ở Newcastle. Từ năm 2003 đến năm 2007, sân Old Trafford đã tổ chức 12 trong 23 trận đấu sân nhà của Đội tuyển Anh, nhiều hơn bất kỳ sân vận động khác. Trận đấu quốc tế mới nhất được tổ chức tại Old Trafford là trận thua 1-0 của tuyển Anh trước đội tuyển Tây Ban Nha vào 07 tháng 2 năm 2007.

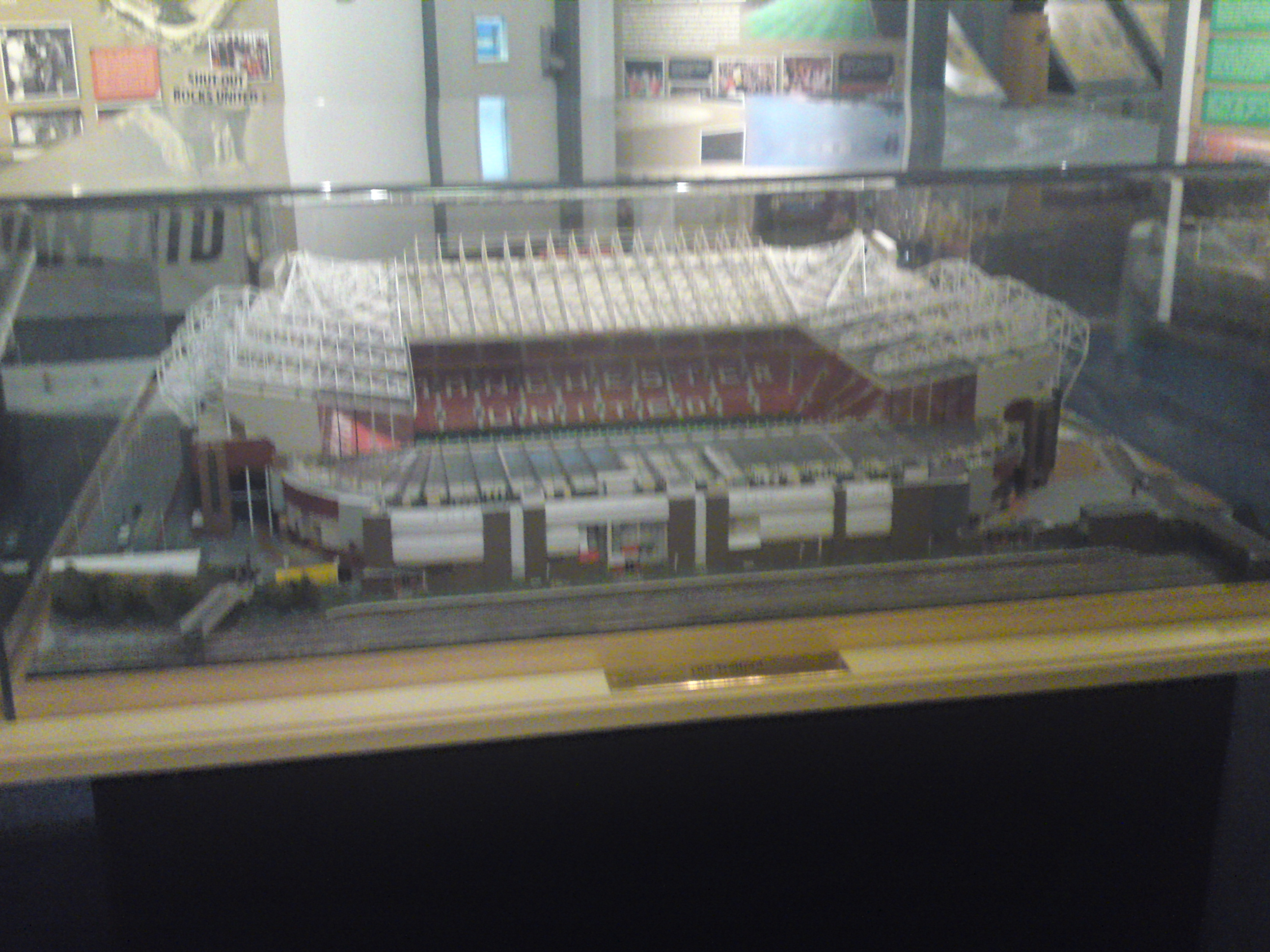
Hình ảnh sân Old Trafford vào tháng 3 năm 2010

Vào giữa tháng 7 năm 2005 và tháng 5 năm 2006, Sân Old Trafford lại được mở rộng thêm 8 000 khán giả ở góc phần tư cả hai phía tây bắc và đông bắc của Sân. Một phần của chỗ ngồi mới được sử dụng lần đầu tiên vào ngày 26 tháng 3 năm 2006 với sự tham dự của 69 070 khán giả trong một trận tại Premier League. Kỷ lục khán giả đến sân tiếp tục bị phá bỏ vào ngày 31 tháng 3 năm 2007, khi có đến 76 098 khán giả chứng chiến United đánh bại Blackburn Rovers với tỷ số 4-1, có nghĩa là chỉ 114 chỗ ngồi (0.15% của tổng sức chứa 76 212 khán giả) bị bỏ trống.
Sân Old Trafford đã được sử dụng cho một số trận đấu trong bóng đá tại Thế vận hội mùa hè 2012. Sân vận động tổ chức 5 trận đấu vòng bảng, tứ kết và bán kết tại giải đấu bóng đá nam; một trận vòng bảng và một trận bán kết tại giải bóng đá nữ. Các trận đấu bóng đá quốc tế dành cho nữ đầu tiên được chơi ở đó.

## Kiến trúc Sân vận động Old Trafford

Một bản đồ sân vận động Old Trafford

Thiết kế nguyên thủy của Old Trafford bao gồm một khán đài ngồi có mái che, và ba mặt khán đài đứng (*) lộ thiên. Ba mặt lộ thiên này sau đó đều được lắp đặt thêm mái bằng, với những hàng cột chống đỡ bên dưới... Những hàng cột dĩ nhiên gây trở ngại cho tầm nhìn của người hâm mộ, do vậy mà trong thập niên 1960, người ta thay thế hệ thống mái che cũ bằng những tấm mái chìa không cần đến cột trụ.
Song song với việc nâng cấp thường xuyên, sức chứa của Old Trafford cũng dần được thu nhỏ lại, từ thập niên 1960 trở đi thì chỉ còn có 58 000 chỗ. Sang đến đầu thập niên 1990, sân lại phải trải qua một đợt tái thiết, dỡ bỏ hoàn toàn những khu khán đài đứng, và thay vào đó khán đài ngồi, ngõ hầu đáp ứng các tiêu chuẩn về an toàn cầu trường của Liên đoàn Bóng đá Anh. Sau lần tái thiết ấy, sức chứa của sân bị rút xuống còn có... 44 000 chỗ, quá ít với một đội bóng tầm cỡ như Man Utd. Nhận rõ sự bất cập, Ban lãnh đạo Câu lạc bộ quyết định mở rộng Old Trafford vào năm 1995 với việc xây mới khu khán đài ba tầng phía Bắc, tăng tổng sức chứa lên 56 000. Tân khán đài phía Bắc, với kinh phí xây dựng 19 triệu bảng, có chiều cao 200 feet, và sở hữu 1 giàn mái chìa lớn nhất toàn châu Âu. Viện bảo tàng Manchester United, phòng truyền thống, khu nhà hàng Red Café, và những khán phòng đặc biệt dành cho các VIP cũng tọa lạc nơi khán đài mới này.

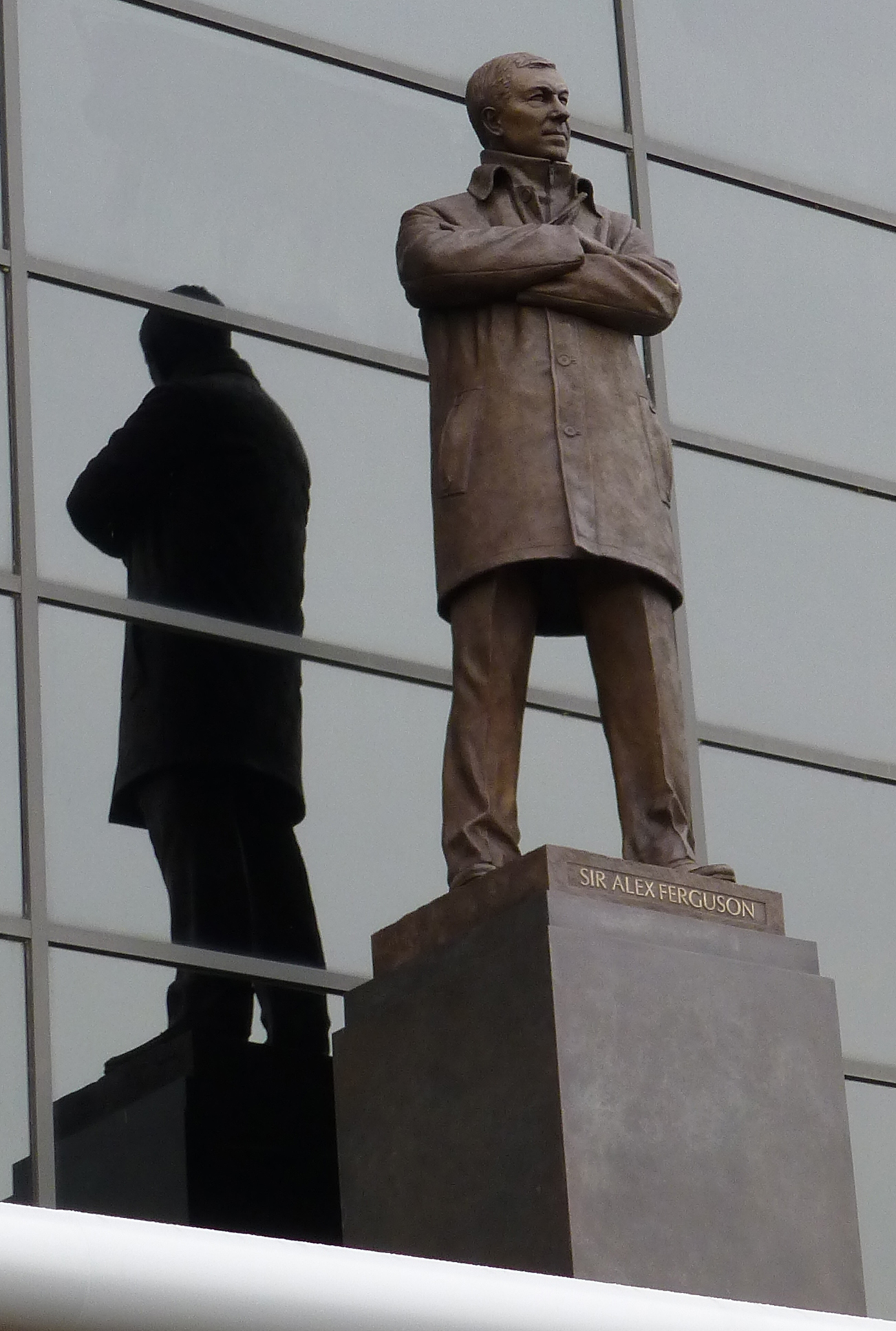
Bức tượng ngài Sir Alex Ferguson đặt tại sân Old Trafford vào ngày 23 tháng 11 năm 2012

Ngày 06 tháng 11 năm 2011, kỷ niệm 25 năm Ngài Alex Ferguson dẫn dắt Man Utd, khán đài Bắc đã được đổi tên thành Khán đài Sir Alex Ferguson (Sir Alex Ferguson Stand) để ghi nhận những công lao của ông đối với lịch sử Câu lạc bộ.
Tuy thế, khán đài phía Nam mới là trung tâm của Old Trafford, với khu vực dành cho ban huấn luyện, phòng kiểm soát an ninh, khu tác nghiệp truyền hình, cũng như các văn phòng quản trị và vài nhà hàng sang trọng. Điểm đặc biệt của khán đài phía Nam là hơi dốc, do đó mà có phần thấp hơn ba khán đài còn lại. Đường hầm dành cho cầu thủ trước kia cũng từng nằm ở trung tâm khán đài Nam, nhưng đến năm 1993 thì được chuyển sang nằm ở góc Tây Nam, cùng với phòng chờ và phòng thay quần áo. Đường hầm cũ vẫn còn, nhưng bỏ không, chỉ mở cửa mỗi khi có khách tham quan, hay nhân một dịp đặc biệt nào đó.

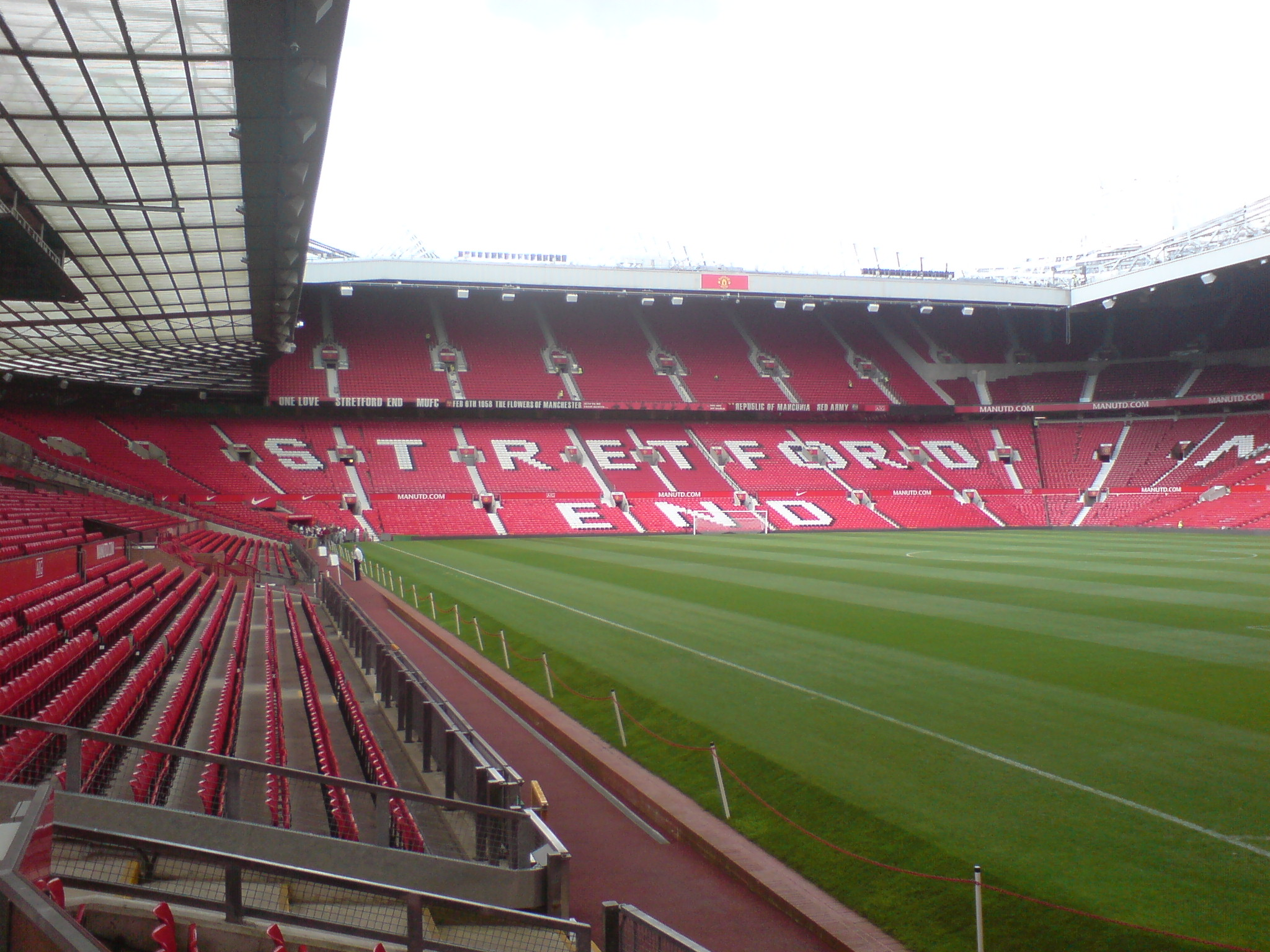
Khán đài Stretford End nhìn từ phía Đông của sân

Khán đài phía Đông ngoài những chỗ ngồi thông thường, còn có khu dành riêng cho cổ động viên đội khách nằm ở góc Đông - Nam, và khu dành cho người khuyết tật ở kế cận. Tên gọi trước đây của khán đài này là Hậu Đài - Bảng Gôn, vì bảng tỷ số được đặt ở đấy. Về sau, bảng tỷ số này được thay thế bằng hai bảng điện tử gắn tại hai góc khán đài Bắc. Tháng Một năm 2000, khán đài Đông được xây thêm lên 1 tầng, góp thêm 3000 chỗ vào tổng sức chứa của Old Trafford. Mặt tiền khán đài Đông trông như một cao ốc văn phòng, với những bức tường và cửa đều làm bằng kính tráng thiếc, phía trước là tượng đài ngài Matt Busby, bảng đồng tưởng niệm thảm họa Munich, cùng với chiếc đồng hồ nối tiếng ghi nhớ thời khắc định mệnh ngày 6 tháng 2 năm 1958. Cửa hàng kinh doanh đồ lưu niệm United cũng nằm trong khu này.

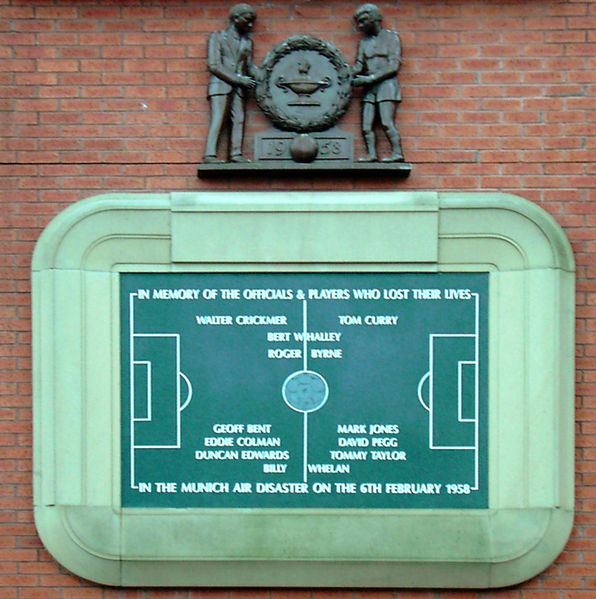
Một bức tranh gỗ ghi nhớ thảm họa München

Khán đài phía Tây, tức hậu đài Stretford, là chỗ tụ hội của các fan hâm mộ cuồng nhiệt nhất. Trước kia, nơi đây là khu khán đài đứng với 20 000 fan "to mồm" (người ta đã từng đo đạc và phát hiện ra rằng: tiếng ồn do các fan Stretford gây nên còn dữ dội hơn cả âm thanh gầm rít phát ra khi 1 chiếc phi cơ phản lực cất cánh). Sau năm 1993, Stretford được cải tạo thành khán đài ngồi, và đến tháng 8 năm 2000 thì được xây thêm tầng hai. Tại hội trường bên trong tầng hai này, có tượng đài của siêu sao vang bóng 1 thời Denis Law, người mang biệt danh "ông vua của Stretford".
Sau khi tầng hai của khán đài Tây hoàn tất, sức chứa của Old Trafford là 68 217 chỗ. Sau đó, CLB tiếp tục mở rộng 2 góc Tây Bắc và Đông Bắc, để nâng sức chứa lên đến 75 000. Về lâu về dài, ban lãnh đạo United còn dự tính xây mới khán đài Nam với kiến trúc tương tự như khán đài Bắc, nhằm tăng sức chứa lên con số khổng lồ là 92 000 chỗ.
Ngày 29 tháng 5 năm 2008, để kỷ niệm 40 năm lần đầu tiên Manchester United đạt danh hiệu Cúp châu Âu, một bức tượng của ba ngôi sao đó là George Best, Denis Law và Bobby Charlton; mang tên "The United Trinity", đã được công bố bên con đường Sir Matt Busby Way nhìn từ hướng Đông, trực tiếp đối diện với bức tượng của Busby.

## Những con số

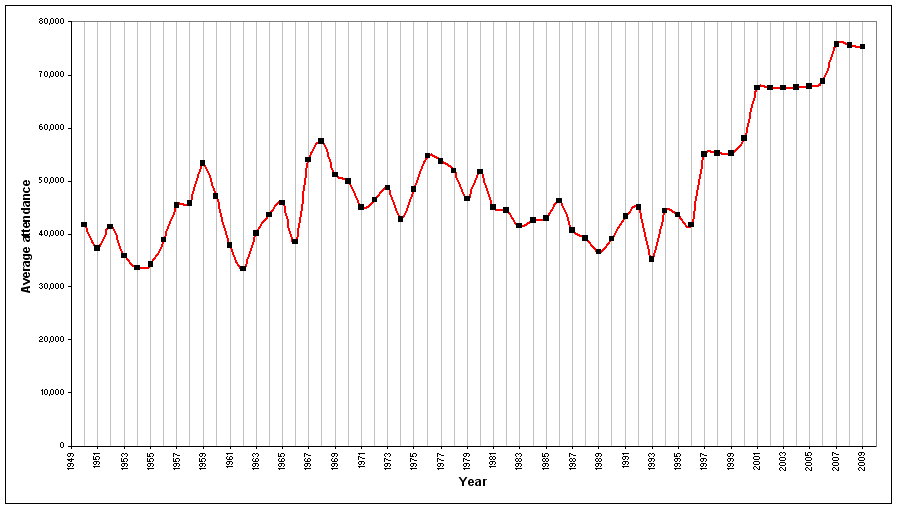
Đồ thị lượng khán giả đến sân trung bình của Manchester United giai đoạn 1949 đến 2009

Sự tham dự cao nhất ghi nhận tại Old Trafford là 76 962 khán giả cho một trận bán kết FA Cup giữa Wolverhampton Wanderers và Grimsby Town vào ngày 25 tháng 3 năm 1939.
Số lượng khán giả đến sân Old Trafford cao nhất vào khoảng 76 098 khán giả, tại một trận đấu giữa Manchester United và Blackburn Rovers trong khuôn khổ giải Premier League vào ngày 31 tháng 3 năm 2007. Đây cũng là tham dự kỷ lục của Premier League.
Trận đấu giao hữu trước mùa giải tại Sân Old Trafford với sự tham dự 74 731 khán giả vào ngày 05 tháng 8 năm 2011 giữa Manchester United và New York Cosmos.
Tham dự ghi nhận thấp nhất cho một trận đấu chính thức tại Sân Old Trafford trong thời kỳ sau Chiến tranh là 11 968 khán giả, khi United đánh bại Fulham với tỷ số 3-0 vào ngày 29 tháng 4 năm 1950.
Tuy nhiên, vào ngày 07 tháng 5 năm 1921, sân tổ chức một trận đấu ở Giải hạng hai Anh giữa Stockport County và Leicester City mà sự tham dự chỉ là 13 khán giả. Con số này quá nhỏ bé rất nhiều khi 10 000 khán giả đến xem trận đấu giữa Manchester United và Derby County trong ngày hôm đó.
Lượng khán giả đến sân trung bình cao nhất tại Old Trafford trong một mùa giải là 75 826 khán giả trong mùa giải 2006-07.
Lượng khán giả đến sân trung bình thấp nhất tại Old Trafford trong một mùa giải là 11 685 khán giả trong mùa giải 1930-1931.